# Frater Gáspár
Frater Gáspár, más néven Körmendi Gáspár (Körmend, 1500 körül – 1570. június elején) Domonkos-rendi szerzetes, költő.

## Élete
Iskoláit feltételezhetően Körmenden vagy Vasváron végezte. A vasvári Domonkos-rend tagja, majd utolsó előtti priorja volt. 1549-ben már Nagyszombatban tevékenykedett, 1554-ben a nagyszombati kolostor ’praedicator generalis’-aként intézkedett a vasvári kolostor ereklyéinek és egyéb értéktárgyainak biztonságba helyezéséről. Oláh Miklós familiárisa volt, az érsek segítőjeként közreműködött a reformáció előretörésének megakadályozásában. Szolgálataiért évente 100 forintot kapott kocsihasználatra, és 25 forintot ruházatra. 1560-ban az érsek Sellyén házat és birtokot adományozott Körmendinek és utódainak.[forrás?] 1558. október 5-én I. Ferdinánd király (címzetes) tihanyi apáttá és szegvári hitszónokká nevezte ki. 1563-ban megkapta a hűtlenséggel vádolt Paak Ferenc néveri birtokát. 1565-ben Komáromban lett prédikátor, 1567-ben házat vásárolt a városban.

## Művei
- Historia az pogan Antiochvs kiralynak kegyetlenködésseről az Sido országban; es az Istennek rayta lett igaz itéletiről es buntetésseről. Szent Irásbol énekbe szörzöttetet 2. Machab: 9. Az Cyrus hystoriáyának notayára mondatik. Hely és év nélkül. Szilágyi Sándor és Szabó Károly szerint a mű először Debrecenben jelent meg, Borsa Gedeon azonban bebizonyította, hogy a kiadás helye Bártfa, David Gutgesell nyomdája. A második kiadása Debrecenben került ki a nyomdából 1619-ben.
- Feltételezhetően ő írta a Gyönyörködjél, Szűz Mária kezdetű Mária-éneket, amely három korabeli kéziratban és Kájoni János énekeskönyvében maradt fenn. Az első tizenkét versszak versfőiből „GASPER FRATER” olvasható ki.